# Claes Samuel Sandels
Claes Samuel Sandels, född 11 juli 1798 i Stockholm, död 28 september 1865 i Vänersborg, var en svensk militär.

## Biografi
Claes Samuel Sandels var son till vice presidenten i Bergskollegium Benjamin Sandels och Brita Sofia Tidlund. Han blev student vid Uppsala universitet 1813, sergeant vid Dalregementet 1815, avlade artilleriofficersexamen 1816, blev fänrik vid Dalregementet samma år och var kompaniofficer vid Krigsakademien på Karlberg 1819–1823. Sandels blev löjtnant 1820, transporterades till Livbeväringsregementet 1822, blev kapten där 1823, major och bataljonschef 1831, överstelöjtnant i armén 1837, riddarhusdirektör 1838 samt överstelöjtnant och premiärmajor vid Värmlands regemente 1841. Han blev överste i armén 1852 och var 1853–1864 chef för Västgöta-Dals regemente. Sandels befordrades till generalmajor i armén 1864. Han blev 1836 riddare och 1862 kommendör av Svärdsorden samt riddare av Dannebrogorden 1850.